# 数多
『数多』 (あまた)は、笹川美和の2枚目のスタジオ・アルバム。

## 概要
- 前作から1年2ヶ月ぶりのアルバム。
- CCCD。

## 収録曲
全作詞・作曲:笹川美和、全編曲:林有三
1. 数多 (4:48)
2. あなた あたし (4:42)
TBS系「日立 世界・ふしぎ発見!」EDテーマ
3. 霧 (4:23)
4. 止めないで (5:56)
毎日放送・TBS系「世界ウルルン滞在記」EDテーマ
5. 唯一のもの (3:24)
6. ごとく (4:59)
7. 香水 (4:01)
8. 女神 (4:14)
9. 先 (4:09)
10. 亡者 (6:46)
11. 美しい影 (4:00)
12. 蜂蜜 (5:03)
13. 時 (3:36)